# Finnsnes
Finnsnes är en tätort och stad som är centralort i Senja kommun i Troms fylke i norra Norge. 
Staden ligger vid Gisundet, vilket skiljer fastlandet från ön Senja. På andra sidan sundet, på Senja, ligger tätorten Silsand. Den räknas av Statistisk sentralbyrå som en separat tätort, men uppfattas lokalt som en del av Finnsnes. Finnsnes hade i januari 2018 4 650 invånare, medan Silsand vid samma tidpunkt hade ett befolkningsantal på 1583.
Orten utgjorde tidigare centralort i dåvarande Lenviks kommun.

## Handel
Finnsnes är ett industri-, handels-, skol- och kommunikationscentrum och är regionalt centrum för mellersta delarna av Troms. Här finns, förutom serviceverksamhet, en större fiskeredskapsfabrik, någon industri och mekanisk verkstad. 
I Finnsnes finns flera övernattningsställen, en del turism, lokaltidningen Folkebladet och ett modernt kulturhus från 1995. Sedan 2005 finns här även köpcentrumet Amfi Finnsnes.

## Kommunikationer
Fylkesväg 86 går till E6 vid Bardufoss, och stamflygplatsen Bardufoss flygplats, som ligger 45 kilometer från Finnsnes. Bron Gisundbrua (invigd 1972 och 1147 meter lång) går mellan Finnsnes och tätorten Silsand på ön Senja. Hurtigruten trafikerar Finnsnes och det går även snabbare båtförbindelser till bland annat Tromsø och Harstad.

## Namnet
Namnet kommer från ett gårdsnamn, Finznes på 1400-talet, norrönt förmodligen i formen Finnisnes. Första ledet i namnet kan komma av fjordnamnet Finnir, som är ett äldre namn på Finnfjord, men det kan också komma av namnet Finn, därmed Finnsnes.